# وارن بارفيلد
وارن بارفيلد (بالإنجليزية: Warren Barfield)‏ هو مغني وموسيقي أمريكي، ولد في 4 مايو 1979.

## وصلات خارجية
- الموقع الرسمي
- وارن بارفيلد على موقع ميوزك برينز (الإنجليزية)
- وارن بارفيلد على موقع ديسكوغز (الإنجليزية)